# Wolfgang Hirschfeld
Wolfgang Hirschfeld (* 20. Mai 1916; † 24. April 2005) war im Zweiten Weltkrieg Soldat der Kriegsmarine und zuletzt Oberfunkmeister auf dem U-Boot U 234. Er wurde durch seine Tagebuchaufzeichnungen bekannt.
Wolfgang Hirschfeld trat im Dezember 1935 in den Dienst der Kriegsmarine und erhielt zunächst seine infanteristische Grundausbildung in Stralsund. Nachdem er diese abgeschlossen hatte, kam er zum Funkerlehrgang nach Flensburg-Mürwik und anschließend zum Beobachtungsdienst für den Bereich Polen und Sowjetunion. Ab 1937 fuhr er als Funker auf Räum- und Minensuchbooten und diente nach erfolgreichem Abschluss der Unteroffizierslehrgänge beim Ausbruch des Zweiten Weltkrieges auf dem Torpedofangboot Pfeil, dem alten ehemaligen Torpedoboot T 139.
Nachdem er 1940 zur U-Boot-Waffe kommandiert wurde, legte er einige Lehrgänge ab und trat dann seinen Dienst auf dem U-Boot U 109 an. U 109 war ein U-Boot vom Typ IXB und wurde am 5. Dezember 1940 auf der Werft der Deschimag AG Weser in Bremen unter Kapitänleutnant Hans Georg Fischer in Dienst gestellt. Unter Kapitänleutnant Fischer absolvierte Hirschfeld die U-Boot-Ausbildung und seine erste Feindfahrt, die am 6. Mai 1941 von Kiel aus begann und in Lorient bei der 2. U-Flottille endete.
Nach erfolgreichem Abschluss der ersten Feindfahrt übernahm Kapitänleutnant Heinrich Bleichrodt das Kommando über U 109. Unter dem Kommando von Kapitänleutnant Bleichrodt nahm Hirschfeld an fünf weiteren Feindfahrten teil, bis er U 109 im Oktober 1942 verließ und aufgrund einer Hautkrankheit vorübergehend U-Boot-untauglich geschrieben wurde.
Im Juli 1943 wurde Hirschfeld zum Zugführer- und im Anschluss daran zum Oberfunkmeister-Lehrgang nach Flensburg-Mürwik beordert, ehe er im Januar 1944 U 234 als Stationsleiter zugeordnet wurde. Mit U 234 lief er im April 1945 zu seiner letzten Feindfahrt aus, erlebte dort auf See die Kapitulation der Wehrmacht und geriet in amerikanische Kriegsgefangenschaft. Im April 1946 trat er zusammen mit 1800 weiteren Kriegsgefangenen die Rückreise nach Europa an, wurde in Brüssel erneut interniert und schließlich im Mai 1946 nach Hause entlassen.
Hirschfeld führte während seiner gesamten Militärzeit tagebuchartige Aufzeichnungen, obwohl dies verboten war. Diese Aufzeichnungen, die eine wichtige Quelle zur Situation deutscher U-Bootbesatzungen darstellen, blieben erhalten und wurden unter dem Titel „Feindfahrten“ in Tagebuchform veröffentlicht. Später folgte „Das letzte Boot“.

## Werke
- Das letzte Boot - Atlantik Farewell, 1982, ISBN 380041192X
- Feindfahrten. Das Logbuch eines U-Boot-Funkers, 1989, ISBN 3453020510